# Euasteron willeroo
Euasteron willeroo là một loài nhện trong họ Zodariidae.
Loài này thuộc chi Euasteron. Euasteron willeroo được Barbara C. Baehr miêu tả năm 2003.